# Yigoga strenua
Yigoga strenua är en fjärilsart som beskrevs av Corti 1926. Yigoga strenua ingår i släktet Yigoga och familjen nattflyn. Inga underarter finns listade i Catalogue of Life.